# Галіакберово
Галіакбе́рово (рос. Галиакберово, башк. Ғәлиәкбәр) — присілок у складі Бурзянського району Башкортостану, Росія. Адміністративний центр Галіакберовської сільської ради.

## Географія
Присілок розташований на правому березі річки Нугуш.

## Населення
Населення — 483 особи (2010; 470 в 2002).
Національний склад:
- башкири — 100%